# Sziklás
Sziklás románul: Șanovița, falu Romániában, a Bánságban, Temes megyében.

## Fekvése
Temesrékástól keletre fekvő település.

## Története
Sziklás nevét 1359-ben említette először oklevél Susanfalwa néven.
1717-ben Sescherovaz, 1723-1725 között Susanivac, 1808-ban Szuszanovecz, Susanovec, 1828-ban Susanovetz, 1913-ban Sziklás formában írták.
A település török hódoltság előtti története ismeretlen, a hódoltság végén azonban már lakott helység volt.
Az 1717-es összeírásokban, a facseti kerületben, Seschenovaz néven tüntették fel, 40 házzal.
1723-1725 között gróf Mercy térképén Susanovec alakban szerepelt és az 1761 évi hivatalos térképen óhitűektől lakott helységként, a lugosi kerülethez tartozott, majd 1779-ben Temes vármegyéhez csatolták.
1848 előtt a kamarai birtok volt. Temesvár városának az 1900-as évek eleje körül híres kőbányája volt itt.
A trianoni békeszerződés előtt Temes vármegye Temesrékasi járásához tartozott.
1910-ben 1054 lakosából 9 magyar, 1033 román volt. Ebből 13 római katolikus, 235 görögkatolikus, 798 görög keleti ortodox volt.

## Nevezetességek
- Görög keleti temploma – 1779 körül épült.
- Görögkatolikus temploma – 1911-ben épült.

## Források

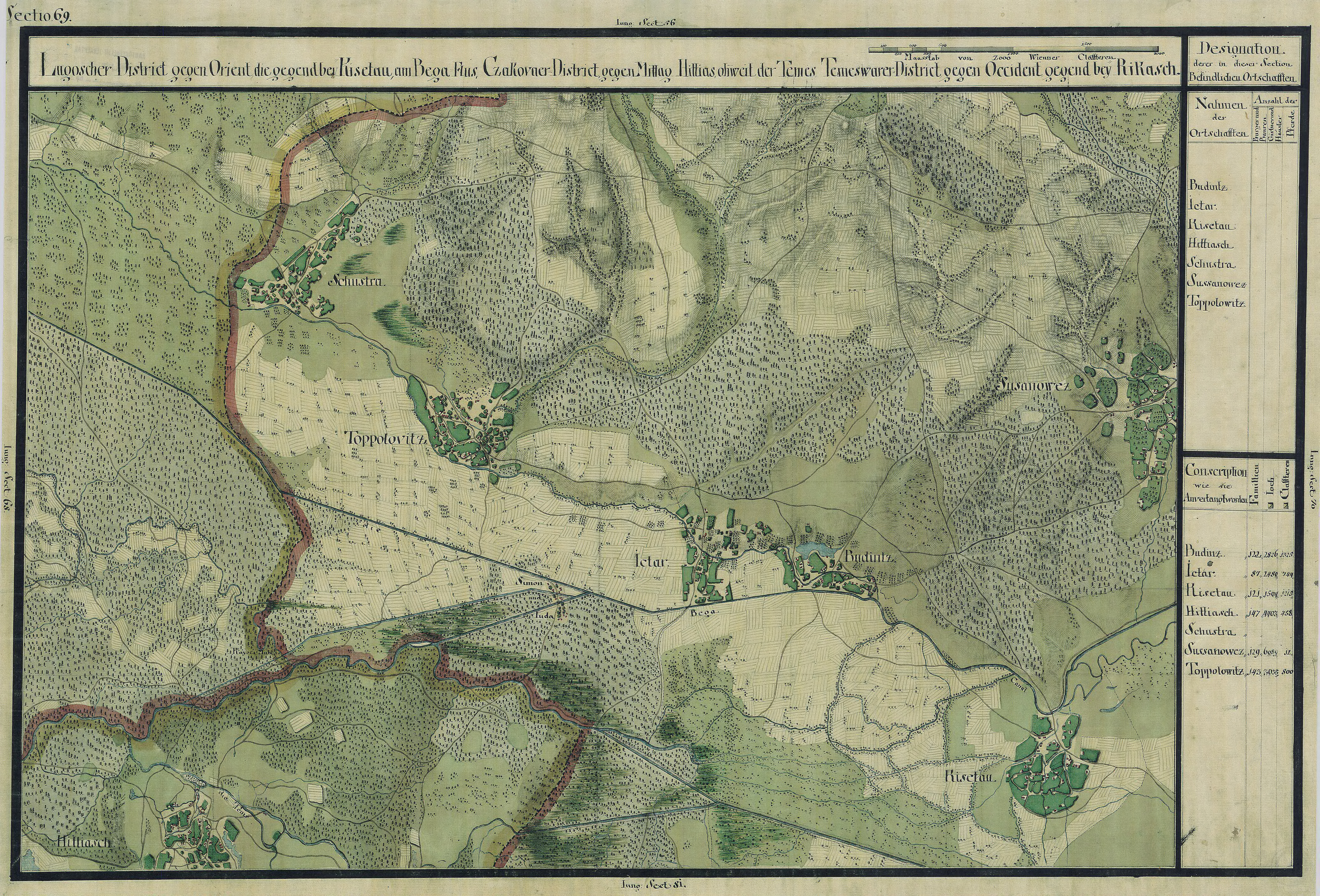
Sziklás egy régi térképen